# تیم ملی والیبال مردان ترکمنستان
تیم ملی والیبال مردان ترکمنستان تیم ملی والیبال مردان کشور ترکمنستان است.